# Indywidualne Mistrzostwa Polski w Zapasach 1958

## Mistrzostwa Polski w Zapasach1958

### Mężczyźni
- styl wolny

11. Mistrzostwa Polski – x – x 1958, Gdańsk
- styl klasyczny

28. Mistrzostwa Polski – x – x 1958, Katowice Piotrowice

## Medaliści

### Mężczyźni

#### Styl wolny
| Kategoria:  | Złoto:                               | Srebro:                           | Brąz:                     |
| 52 kg       | Józef Malik Siła Mysłowice           | Stefan Hajduk Gwardia Warszawa    |                           |
| 57 kg       | Piotr Tychański Lotnik Wrocław       | Bernard Knitter Spójnia Gdańsk    |                           |
| 62 kg       | Tadeusz Trojanowski Gwardia Warszawa | Teodor Arndt Lotnik Wrocław       |                           |
| 67 kg       | Jan Żurawski Gwardia Warszawa        | Siudziński Katowice               | Świniarski Spójnia Gdańsk |
| 73 kg       | Jan Kuczyński Spójnia Gdańsk         | Janusz Tracewski AZS-AWF Warszawa |                           |
| 79 kg       | Mirosław Żywczyk AZS-AWF Warszawa    | Bolesław Sidorowicz Skra Warszawa |                           |
| 87 kg       | Włodzimierz Smoliński Legia Warszawa | Czesław Felich Lotnik Wrocław     |                           |
| ponad 87 kg | Czesław Walicht Lech Poznań          | Tadeusz Kowalski Garbarnia Kraków |                           |

#### Styl klasyczny
| Kategoria:  | Złoto:                             | Srebro:                              | Brąz:                                      |
| 52 kg       | Józef Malik Siła Mysłowice         | Stefan Hajduk Gwardia Warszawa       | Roman Świderski Włókniarz Kraków           |
| 57 kg       | Zdzisław Schneider Unia Swarzędz   | Bernard Knitter Spójnia Gdańsk       | Bogdan Klein Skra Warszawa                 |
| 62 kg       | Edward Drąg Włókniarz Boguszów     | Jan Żurawski Gwardia Warszawa        | Franciszek Spychała Energetyk Poznań       |
| 67 kg       | Ernest Gondzik Siła Mysłowice      | Edward Żuławnik Legia Warszawa       | Waldemar Konieczny Sulimirczyk Sulmierzyce |
| 73 kg       | Jan Kuczyński Spójnia Gdańsk       | Bolesław Dubicki Legia Warszawa      | Henryk Przygoda Siła Mysłowice             |
| 79 kg       | Bolesław Jurcewicz Pafawag Wrocław | Franciszek Zorn Flota Gdynia         | Eugeniusz Skowronek Legia Warszawa         |
| 87 kg       | Henryk Borecki Spójnia Gdańsk      | Włodzimierz Smoliński Legia Warszawa | Lucjan Stepczyński Gwardia Warszawa        |
| ponad 87 kg | Lucjan Sosnowski Legia Warszawa    | Zdzisław Hyra AKS Chorzów            | Zdzisław Leitgeber KS Posnania             |